# Cerkiew Świętych Piotra i Pawła w Sirogojnie
Cerkiew Świętych Piotra i Pawła – prawosławna cerkiew w Sirogojnie.
Budynek został wzniesiony w 1764 z fundacji ks. Georgije Cmiljanicia. W roku powstania cerkwi został dla niej wykonany ikonostas, dzieło Simeona Lazovicia. Świątynia jest jednonawowa, bez kopuły, posiada jedynie dzwonnicę nad przedsionkiem, dobudowaną w końcu XIX stulecia. Od wschodu obiekt posiada absydę. Najcenniejszym elementem wyposażenia obiektu są zabytkowe ikony.